# Иваниха (Вологодская область)
Иваниха — деревня в Сокольском районе Вологодской области.
Входит в состав Нестеровского сельского поселения, с точки зрения административно-территориального деления — в Нестеровский сельсовет.
Расстояние по автодороге до районного центра Сокола — 44 км, до центра муниципального образования Нестерова — 13 км. Ближайшие населённые пункты — Большой Двор, Сониха, Грибцово, Исаево, Медведево.
По переписи 2002 года население — 7 человек.